# Brændemærket (film fra 1913)
 For alternative betydninger, se Brændemærket. (Se også artikler, som begynder med Brændemærket)
Brændemærket er en dansk stum melodramafilm produceret af Alfred Lind. Filmens instruktør er ukendt. 
Filmen blev i Danmark distribueret af Fotorama og fik dansk premiere den 24. juli 1913 i Kosmorama i København.

## Handling
Den unge kvinde Sonja arbejder som avisbud sammen med sin mor og søster. Da hun møder en artistagent, bliver hun lokket ind i varietéverdenen og forlader sin familie. Hendes mor bliver alvorligt syg og dør, før Sonja når at vende hjem. Sonja opnår berømmelse som varietéstjerne, men forsøger senere at forføre sin svoger, hvilket mislykkes. Under et opgør med agenten opstår der brand, og Sonja bliver alvorligt forbrændt. Hendes skønhed og karriere går tabt, og hun ender ensom ved sin mors grav, hvor hun tager sit eget liv.

## Medvirkende
- Nathalie Krause som Varieteprimadonna
- Ellen Rassow som Primadonnaens søster
- Viking Ringheim som Artistagent
- Jon Iversen